# 陰茎損傷
陰茎損傷（いんけいそんしょう、英: Penile injury）とは、陰茎に影響を及ぼす医学的緊急事態である。一般的には、骨折、剥脱創・剥離創、絞扼、挟み込み、切断、その他に分けられる。

## 分類

### 陰茎骨折

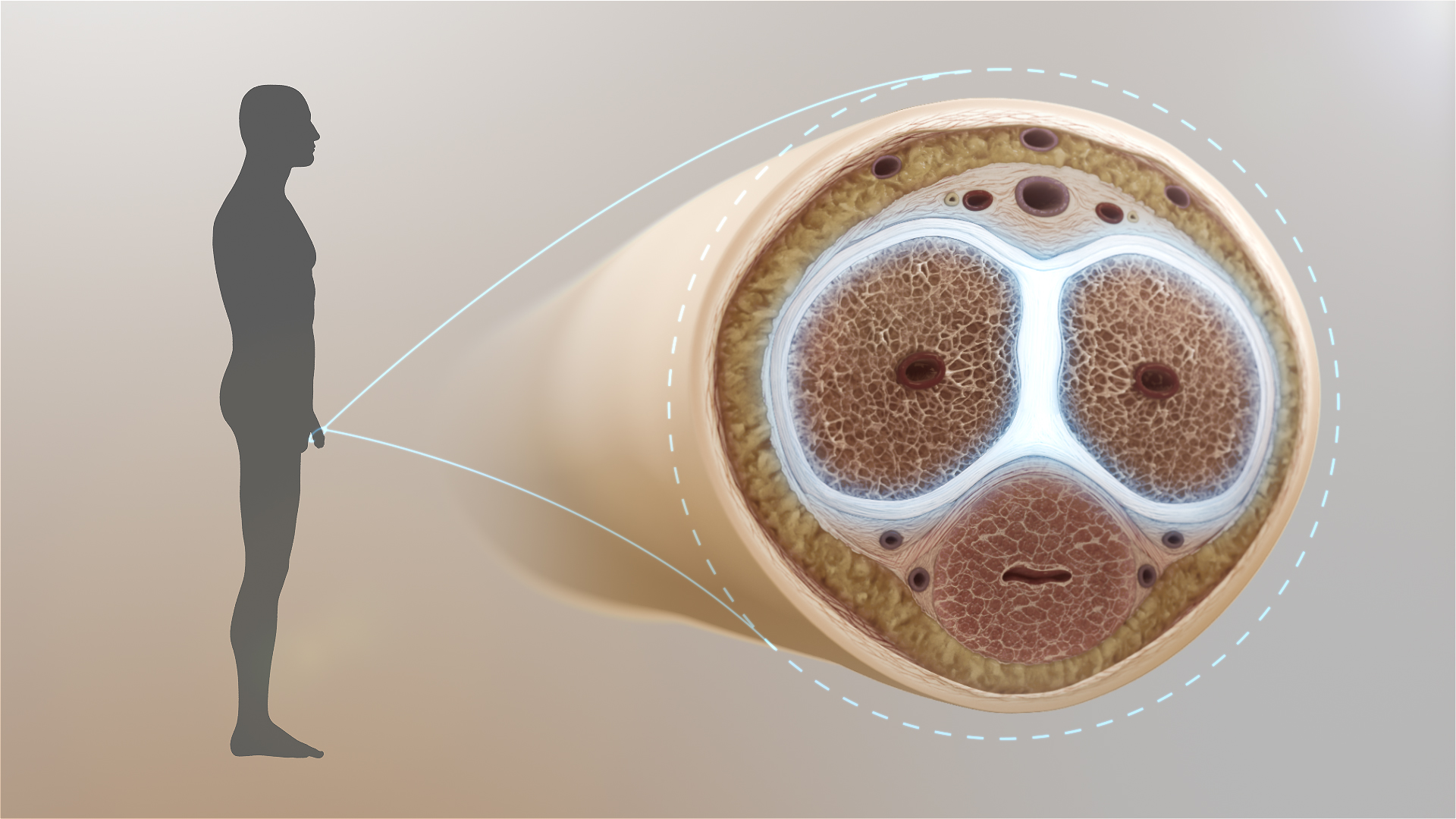
陰茎の断面図（白色強調部は白膜）

陰茎折症は陰茎海綿体の破裂である。頻度は非常に少なく、部分的または完全な尿道破裂と併発することもあるが、これはその中でも稀である。尿道破裂は10～38％の症例で起こる。徴候が不明確な例では超音波検査で診断される。陰茎折症は緊急手術の対象である。
陰茎折症は、勃起した陰茎の外傷によって、典型的には、挿入性交中、またはマスターベーション中に、陰茎が突然横方向に曲げられることによって発症する。損傷時に大きな破裂音がするのが特徴で、これは白膜が破裂した結果である。その他の症状としては、激痛、内出血、腫脹、勃起不全などがある。尿道損傷の症状には、血尿、尿道口からの出血、排尿困難などがある。治療せずに放置すると、28～53％の症例で合併症が生じる。合併症には、陰茎の永久的な湾曲、瘻孔、尿道憩室、持続勃起症、勃起不全などがある。

### 剥脱創・剥離創

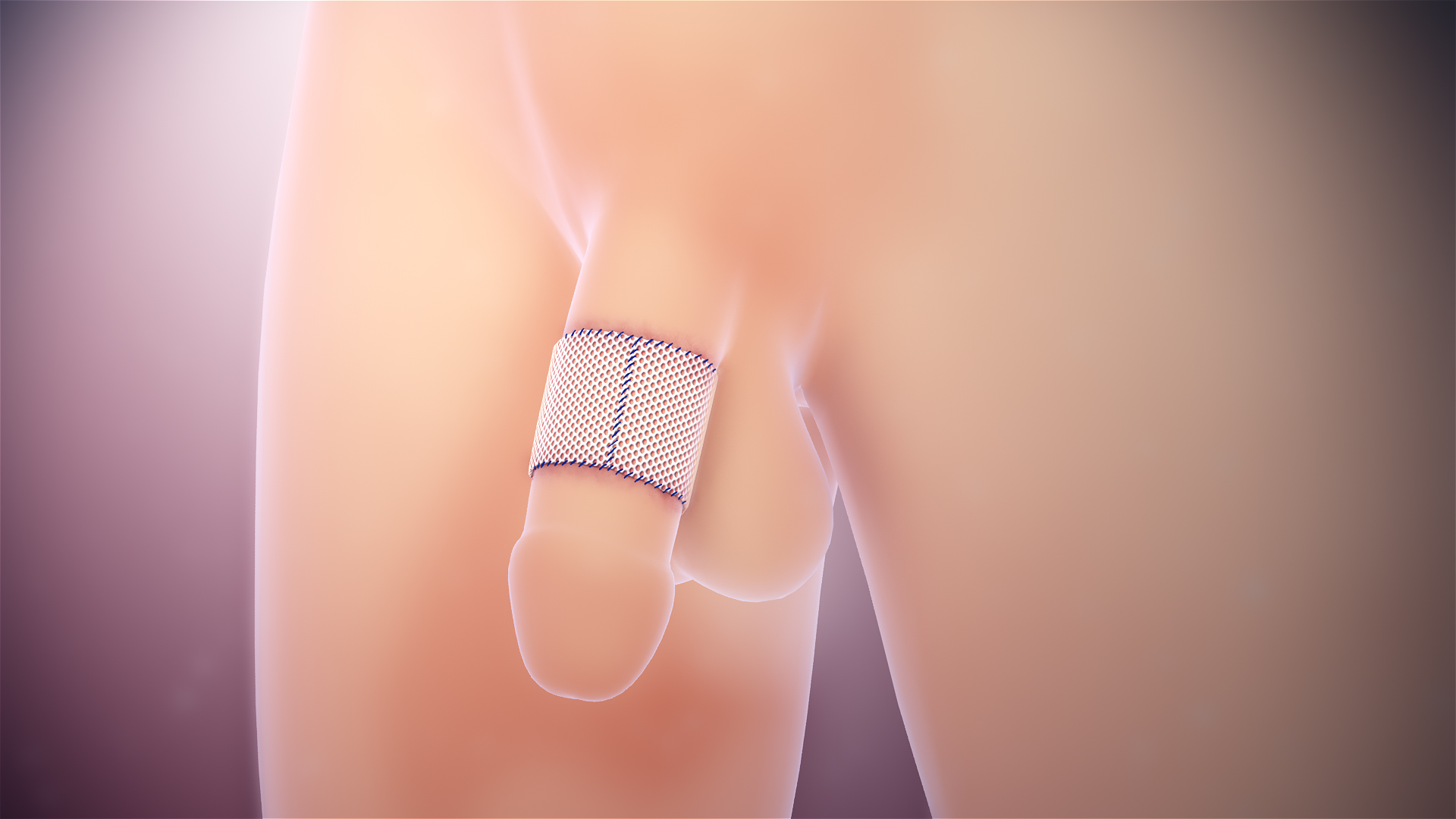
陰茎損傷時の皮膚移植の模式図

剥離および剥離損傷は陰茎の皮膚の切除を伴うが、これは重篤な医療緊急事態である。これらの損傷の治療では、裂けた皮膚を縫合するか、損傷で失われた皮膚部分に皮膚移植を実施する。皮膚移植は、勃起機能と感覚の維持を目的に行われる。

### 軟部組織の損傷

#### 陰茎絞扼
陰茎の絞扼性外傷または嵌頓性損傷は、髪の毛、輪ゴム、その他の物体によって引き起こされる。毛髪による絞扼（ヘアターニケット）の場合は、毛髪が細く陰茎に埋もれ、診断に難渋することがある。

#### 挟み込み
最も一般的な軟部組織損傷は、陰茎がジッパーに巻き込まれる挟み込み損傷である。この損傷は常に表在性である。これらの損傷は、局所麻酔後に潤滑剤、ニッパー、剪刀、弓のこ等を使用してジッパーを取り外すか、ジッパーを解体するか、患部組織を除去することで治療される。早急に治療しないと、患部組織が腫れて感染することがある。緊急の包皮切除が必要な場合がある。

#### その他
陰茎のその他の軟部組織の損傷は、火傷、動物による咬傷、人間による咬傷によって引き起こされる。動物による咬傷は小児に多く、犬が最も多い。通常、重症ではないが、動物咬傷は切断や感染を引き起こすことがある。動物や人間による咬傷の治療には、抗生物質による治療と、傷口の汚染除去、傷口の閉鎖が必要である。
陰茎の熱傷は非常に重症になることがあり、拘縮、重度の瘢痕化、リンパ浮腫、陰茎下垂症、壊死などの合併症を防ぐために、熱傷治療室での専門的な治療が必要になることが多い。この治療では、デブリードマン、皮膚移植、抗生物質、恥骨上カテーテルが使用される。陰茎は皮膚が薄いため、第3度熱傷になりやすい。陰茎の熱傷は通常、他の重度の熱傷と併発する。陰茎の熱傷の殆どは、炎による第1度または第2度の熱傷である。電気熱傷は通常、熱傷よりも深く、より広範な組織の除去を必要とする。

### 陰茎切断
陰茎の切断には、部分的なものと完全なものがある。精神障害を持つ患者が自ら切断する場合もあるが、暴行や機械事故など、他の外傷に伴って起こることもある。このような損傷は、勃起機能回復のための血管系の吻合を行うか否かを問わず、可能であれば再移植によって治療される。治療後によく見られる合併症として、皮膚壊死と感覚喪失がある。血管系に対する顕微鏡手術は、壊死のリスクを著しく減少させる。クリングゾル症候群は、陰茎を自己切断する精神疾患である。妄想型統合失調症、摂食障害、精神病性障害も陰茎損傷と関連することがある。性器手術を受けられないトランスジェンダーが陰茎を自ら切断する場合もある。切断された陰茎の再移植に有利な予後因子としては、虚血時間が短いこと、切開部が綺麗であること（挫滅損傷やギザギザの切断面ではない）が挙げられる。
切断した陰茎の再移植は損傷後24時間まで可能であり、16時間未満の低温虚血または6時間未満の温熱虚血で最良の結果を齎す。再移植が不可能または希望しない場合は、陰茎切断面を閉鎖し、後で陰茎形成術を行うことができる。

### 穿通創
穿通性損傷は、性行為中の事故（尿道への異物挿入など）、戦時中の武器（銃弾）、または刺傷によって引き起こされる。これらの傷害の程度は様々で、表在性のもの、海綿体、その他の軟部組織、尿道に影響を及ぼすもの等がある。50％の症例に尿道の損傷が見られる。異物には、他の軟部組織貫通物と同様に、鉗子により除去できるものもある。しかし、異物が尿道に挿入されていたり、尿道を横方向に損傷していたりする場合は、異物を除去する際に尿路の更なる損傷を避けるために尿道造影を実施する。穿通創は米国では民間人の陰茎損傷の約45％を占める。

## 重傷度
| Grade | 損傷の内容                                                          |
| ----- | ------------------------------------------------------------------- |
| I     | 皮膚の表面的な損傷（裂傷または挫傷）                                |
| II    | 海綿体/バック筋膜の損傷、組織の損失なし                             |
| III   | 尿道口、亀頭、海綿体に渡る剥離または裂傷、または2cm未満の尿道の損傷 |
| IV    | 陰茎の部分的切断または2cmを超える海綿体/尿道の損傷                  |
| V     | 陰茎の完全な切断                                                    |

## 原因
陰茎損傷の原因は、殆どが他の外傷の原因と同じであるが、陰茎損傷は他の外傷よりも性交やマスターベーション中に起こりやすいとされている。夜間の勃起や就寝姿勢も陰茎損傷の原因となり得る。産業事故や自動車事故も陰茎損傷の原因となる。自傷行為で陰茎を損傷する場合がある。

## 診断
陰茎損傷では、超音波検査で損傷の程度を知ることで、外科的治療が必要か否かを判断できる。陰茎折症は、病歴と身体所見、ポキッという音の聴取、陰茎の急性疼痛、腫脹、打撲（茄子様の変色変形）、場合により尿道口からの出血で診断できる。
尿道損傷は泌尿器科の緊急疾患であり、放置すれば死亡に繋がる可能性があるため、陰茎損傷では尿道損傷の有無を確認することが重要である。

## 治療
損傷の種類によって治療法は異なるが、一般的には手術が実施される。殆どの外傷性陰茎損傷は、合併症を予防し、陰茎の性的および泌尿器学的機能を維持するために、緊急修復手術を必要とする。
尿道が無傷の場合は尿道カテーテル留置術が、損傷している場合は恥骨上カテーテル留置術が行われる。動物に咬まれた場合などには、抗生物質の投与、洗浄、狂犬病ワクチンによる治療も行われる。

## 合併症
陰茎損傷による一般的な合併症は、勃起不全、陰茎弯曲異常、陰茎膿瘍、線維性プラーク形成、勃起痛、尿道狭窄、尿道皮膚瘻または尿道身体瘻である。

## 疫学
穿通外傷と鈍的外傷を合わせると、米国では民間人の陰茎損傷の約90％（各45％）を占め、火傷やその他の事故が残りの10％を占める。